# Lucien de Samosate
Pour les articles homonymes, voir Lucien et Samosate.
Lucien de Samosate (en grec ancien : Λουκιανὸς ὁ Σαμοσατεύς / Loukianòs ho Samosateús), né vers 120 et mort après 180, est un rhéteur et auteur satirique originaire de Samosate (Turquie actuelle), principale ville de Commagène, région alors intégrée à la province romaine de Syrie, qui écrivait en grec, dans un style néo-attique.

## Biographie

### Sources
Comme pour bien d'autres auteurs antiques, notre connaissance de la biographie de Lucien est lacunaire et les informations en notre possession parfois incertaines. Les auteurs antiques, tant grecs que latins, parlent très peu de lui. Toutefois, Lucien a laissé dans ses textes plusieurs passages qui relèvent de l'autobiographie, dans lesquels il se met directement en scène, si bien que son œuvre constitue une source importante pour connaître sa vie. Cependant, il faut voir que ces passages au ton plus personnel ne nous apportent que des éléments dispersés et éclatés, que la critique s'efforce de relier afin de dégager une vue cohérente de sa vie. Il n'en demeure pas moins, qu'il n'est pas simple d'évaluer cette matière et les spécialistes sont partagés sur la place qu'il faut lui accorder.
À ces éléments, on peut encore ajouter un court article consacré à Lucien dans la Souda, une encyclopédie byzantine du Xe siècle,,. On précisera encore que Lucien n'a pas été retenu par Philostrate dans ses Vies des sophistes, et qu'il n'a en outre pas été reconnu comme un philosophe par ceux qui portaient cette appellation.

### Vie

#### Formation
Lucien naquit à Samosate, ville située sur les bords de l'Euphrate et capitale de la Commagène, province de Syrie. Selon la Souda, il est né vers la fin du règne de Trajan (98-117) et il est sans doute mort vers la fin de celui de Marc Aurèle (161-180). Samosate était une ville sur la route entre l'Asie Mineure et l'Inde, annexée à l'Empire romain par l'empereur Vespasien. Dans cette ville florissante, on parlait beaucoup de langues, et il est bien possible que la langue maternelle de Lucien ait été l'araméen. Il connaissait probablement le latin sans que cela soit sûr et apprit très jeune le grec. Il devint ainsi finalement « un intellectuel grec, citoyen romain de l'Empire, sans jamais oublier ses origines syriennes ».
À l'en croire, il vient d'un milieu modeste et selon l'opuscule Le Songe ou la Vie de Lucien, ses parents le destinaient à la profession de sculpteur, jugeant cela suffisant pour leur fils. Mais il quitta le maître à qui on l'avait confié, un frère de sa mère, dès son premier jour d'apprentissage, car celui-ci l'avait frappé, Lucien ayant brisé en deux le marbre qu'il devait préparer. Le rêve qu'il fit la nuit suivante le place au centre d'une confrontation entre l'allégorie de la Sculpture et celle de l'Instruction (paideia), et Lucien choisit cette dernière. Après cela, Lucien quitta ses parents pour apprendre le grec et suivre les enseignements donnés dans les écoles de rhétorique en Ionie,.

#### Carrière
La Souda nous apprend qu'une fois sa formation terminée, il fut avocat à Antioche entre 162 et 165, un travail qui ne semble pas lui avoir plu si bien qu'il commença à voyager dans les provinces romaines, de l'Asie Mineure à la Gaule (où il se serait considérablement enrichi grâce à ses talents de rhéteur et à l'enseignement de la rhétorique, un poste très bien payé). Il était donc devenu un sophiste itinérant, fonction dont il avait fait son métier. Après quoi, il se rend à Athènes, nouvelle étape qui marque un tournant dans sa carrière en abandonnant la sophistique et devient un pamphlétaire, se spécialisant dans le genre auquel il devra l'essentiel de sa gloire, le dialogue satirique. Enfin, il se fixa en Égypte, où l'empereur Marc Aurèle lui assigna d'importantes fonctions administratives et judiciaires. 
Avant d'arriver aux honneurs, il avait déjà acquis fortune et renom. Ses écrits rencontraient du succès, et il recevait des sommes considérables pour les leçons et les déclamations qu'il faisait sur son passage, à la manière des sophistes et des rhéteurs de son temps. Après avoir raconté le songe qui avait déterminé, disait-il, sa vocation littéraire, il termine ce récit par ces mots: 

« (...) si je vous ai raconté mon songe, c'est pour que les jeunes gens prennent le meilleur parti et s'adonnent à l'étude, surtout ceux que la pauvreté inspire mal et incline vers le pire et qui sont prêts à gâter un naturel qui n'est pas sans noblesse.  Ceux-là, j'en suis sûr, se sentiront encouragés par mon récit, ils se proposeront mon histoire comme un exemple qui s'applique à eux, en considérant de quel point de départ je me suis élancé vers la plus belle carrière et me suis attaché à l'étude, sans me laisser décourager par la pauvreté qui me pressait alors, et quel enfin je suis revenu vers vous, non moins illustre, pour ne rien dire de plus, qu'aucun tailleur de marbre. »

Il mourut probablement à Alexandrie, dans les premières années du règne de Commode[réf. souhaitée].

## Œuvre
Le corpus comprend 86 textes, dont six sont certainement apocryphes. Les philologues et les savants sont plus ou moins divisés sur la liste des textes authentiques et apocryphes. Ainsi, les hypercritiques du XIXe siècle considéraient un tiers de l'œuvre comme pseudépigraphe. Les textes attribués — certainement ou probablement — à tort à Lucien sont l'Alcyon, les Amours, l'Âne ou Loukios, le Charidemus, le Cynique, les Longues Vies, l'Okypous, le Traité sur la danse, l'Éloge de Démosthène, Néron et Philopatris, le Soléciste.
Un ouvrage important écrit en dialecte ionien, De Dea Syria (La Déesse syrienne), décrit ce que Lucien savait du culte d'Atargatis à l'époque romaine, dans la ville sacrée d'Hiérapolis de Syrie. D'autre part, Lucien inventa la forme du dialogue humoristique[précision nécessaire], entre le dialogue philosophique et la comédie.
Ses dialogues les plus connus sont les Dialogues des dieux et Dialogues des morts. Il a aussi écrit de nombreux dialogues pour ironiser en un style proche des cyniques contre les philosophes. Il se moqua des chrétiens et de Jésus dans La Mort de Pérégrinus, en les présentant comme naïfs, idolâtres, séditieux et crédules. Il composa aussi des exercices de rhétorique comme des éloges ironiques (Éloge de la calvitie — réponse à l'Éloge de la chevelure de Dion Chrysostome — Éloge de la mouche, etc.).
Lucien est parfois considéré comme un des pères de l'esprit critique. Loin de s'en prendre aux seuls chrétiens, il démonte toutes sortes d'impostures magico-religieuses et de charlatanisme. Ainsi, dans son Alexandre, ou le faux prophète, il décrit et explique les pratiques et les tours de passe-passe d'Alexandre d'Abonotique.
Son Histoire véritable, dans laquelle le personnage voyage sur la Lune, est parfois considérée comme une des premières œuvres de science-fiction, même s'il s'agit plutôt d'un conte facétieux sans aucune base scientifique.

### Liste des textes
La présente liste est celle qui figure dans la traduction d'Émile Chambry, révisée par Alain Billault et Émeline Marquis et parue chez R. Laffont, coll. « Bouquins » , en 2015. Comme l'indiquent les deux éditeurs, elle se fonde sur le manuscrit de la Bibliothèque Vaticane adopté dans les meilleures éditions scientifiques et repris par Émile Chambry ainsi que Jacques Bompaire dans son édition publiée par les Belles Lettres (v. la bibliographie). Billault et Marquis ont écarté les sept textes généralement considérés comme apocryphes soit les six derniers du manuscrit et le no 75 (Sur les danseurs) qui est une œuvre de Libanios.
1. Philaris I
2. Philaris II
3. Hippias ou les Bains
4. Dionysos
5. Héraclès
6. De l'ambre ou Des cygnes
7. Éloge de la mouche
8. Nigrinos
9. Vie de Démonax
10. La Salle
11. Éloge de la patrie
12. Exemples de longévité
13. Histoires vraies I
14. Histoires vraies (Lucien)|Histoires vraies II
15. Qu'il ne faut pas croire à la calomnie à la légère
16. Le jugement des voyelles
17. Le Banquet ou les Lapithes
18. Le Pseudosophiste ou le Soléciste
19. L'arrivée aux Enfers ou le Tyran
20. Zeus confondu
21. Zeus tragédien
22. Le Songe ou le Coq
23. Prométhée ou le Caucase
24. Icaroménippe ou le Voyage aérien
25. Timon ou le Misanthrope
26. Charon ou les Contemplateurs
27. Les Sectes à l'encan
28. Le Pêcheur ou les Ressuscités
29. La Double Accusation ou les Tribunaux
30. Sur les sacrifices
31. Contre un bibliomane ignorant
32. Le Songe ou la Vie de Lucien
33. Le Parasite ou Que le métier de parasite est un art
34. Les Amis du mensonge ou l'Incrédule
35. Le jugement des déesses
36. Sur les salariés des Grands
37. Anacharsis ou des exercices du corps
38. Ménippe ou la Nécycomancie
39. Loukios ou l'Âne
40. Du deuil
41. Le Maître de rhétorique
42. Alexandre ou le Faux Prophète
43. Les portraits
44. La Déesse syrienne
45. De la danse
46. Lexiphanès
47. L'Eunuque
48. De l'astrologie
49. Les Amours
50. Défense des portraits
51. Le Pseudologiste ou Sur le mot aphorax
52. L'Assemblée des dieux
53. Le Tyrannicide
54. Le Fils déshérité
55. Sur la mort de Pérégrinos
56. Les Fugitifs
57. Toxaris ou l'Amitié
58. Éloge de Démosthène
59. Comment il faut écrire l'Histoire
60. Les Dipsades
61. Les Fêtes de Cronos
62. Hérodote ou Aétion
63. Zeuxis ou Antiochos
64. Sur un lapsus commis en saluant
65. Apologie
66. Harmonidès
67. Conversation avec Hésiode
68. Le Scythe ou le Proxène
69. La Tragédie de la goutte
70. Hermotimos ou les Sectes
71. À celui qui m'a dit: Tu es un Prométhée dans tes discours
72. L'Alcyon ou sur les métamorphoses
73. Le Navire ou les Souhaits
74. Ocypous
75. [Sur les danseurs] (apocryphe)
76. Le Cynique
77. Dialogues des morts
78. Dialogues marins
79. Dialogue des dieux
80. Dialogue des courtisanes

## Postérité

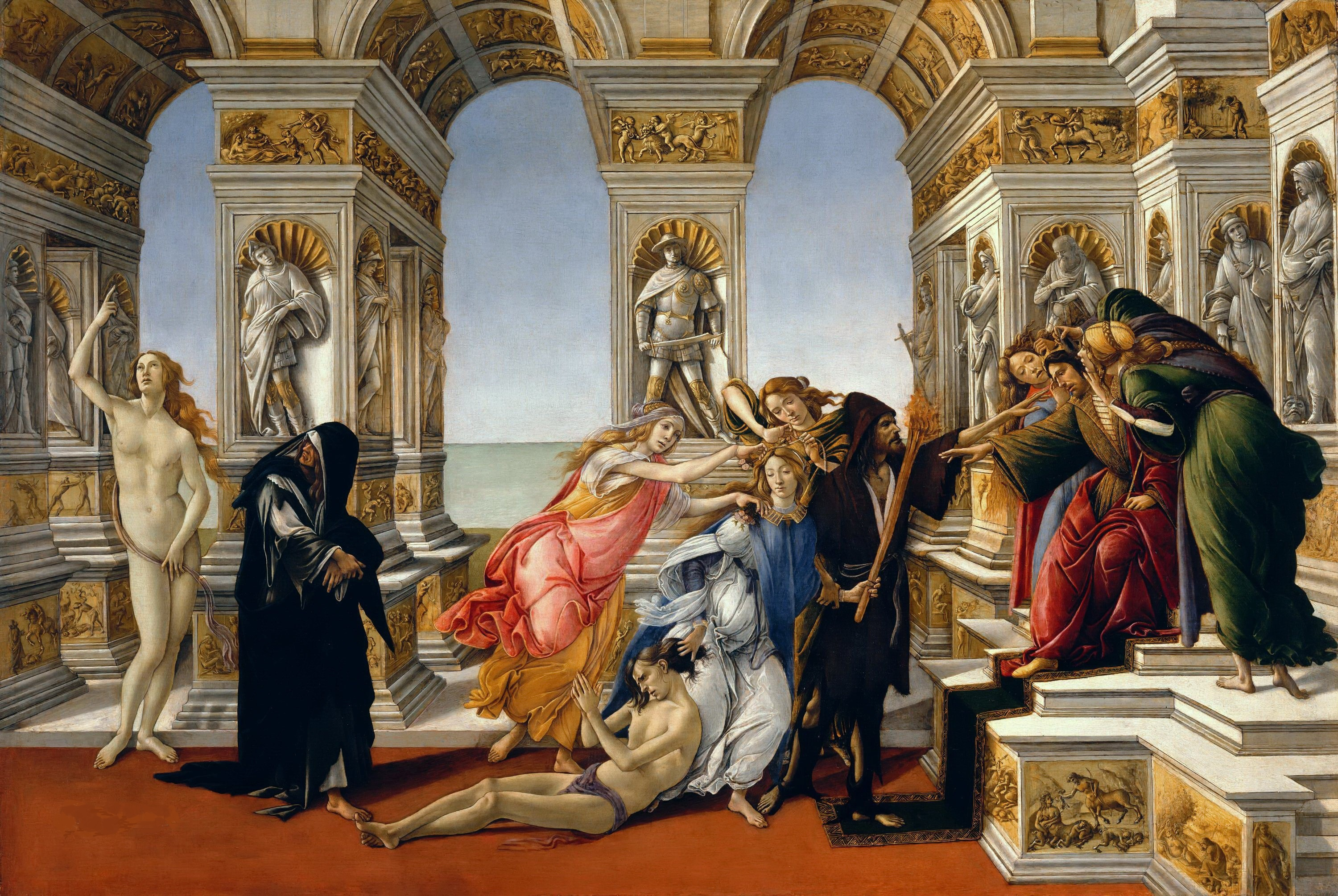
La Calomnie d'Apelle, tableau de Botticelli, d'après un texte de Lucien. Florence, Offices.

Lucien influença l'Histoire comique des États et Empires de la Lune de Cyrano de Bergerac et le Micromégas de Voltaire. L'ensemble de son œuvre trouva au XIXe siècle son meilleur écho dans les Petites œuvres morales de Leopardi.  
Son texte Dialogues des morts a inspiré le Phalarismus (1517) du polémiste Ulrich von Hutten, Les Héros de roman (1688) de Boileau ainsi que les Dialogues des morts (1712) de Fontenelle et l'œuvre du même titre (1712) de Fénelon, et encore le Dialogue aux enfers entre Machiavel et Montesquieu de Maurice Joly en 1864[réf. souhaitée].  
En 1606, Volpone, une comédie du dramaturge anglais Ben Jonson, est influencée par le chapitre Dialogues des morts, qui met en scène le personnage de Polystratos.
Les Amis du mensonge ou L'incrédule, qui vise à ridiculiser la tendance des philosophes à croire au surnaturel, met en scène un scribe égyptien capable de donner vie à des objets inanimés par des formules magiques, ce qu'il fait en transformant un balai en serviteur. Cette œuvre inspirera le poème de Goethe intitulé L'Apprenti sorcier, publié en 1797 ; Paul Dukas composera, en 1897, un poème symphonique portant le même titre, qui sera repris dans une célèbre séquence du film Fantasia de Walt Disney, sorti en 1940. La description d'un tableau (perdu) d'Apelle consacrée à la calomnie, que donne Lucien aux paragraphes 1 et 2 de Qu'il ne faut pas croire à la calomnie à la légère a inspiré Boticelli pour sa toile La Calomnie d'Apelle.
La bande dessinée De cape et de crocs d'Alain Ayroles et Jean-Luc Masbou met en scène brièvement plusieurs créatures des Histoires vraies de Lucien en même temps que le personnage du Maître d'armes, lui-même inspiré de Cyrano de Bergerac dont l’Histoire comique des États et Empires de la Lune s'inspirait déjà de Lucien.

### Traductions anciennes

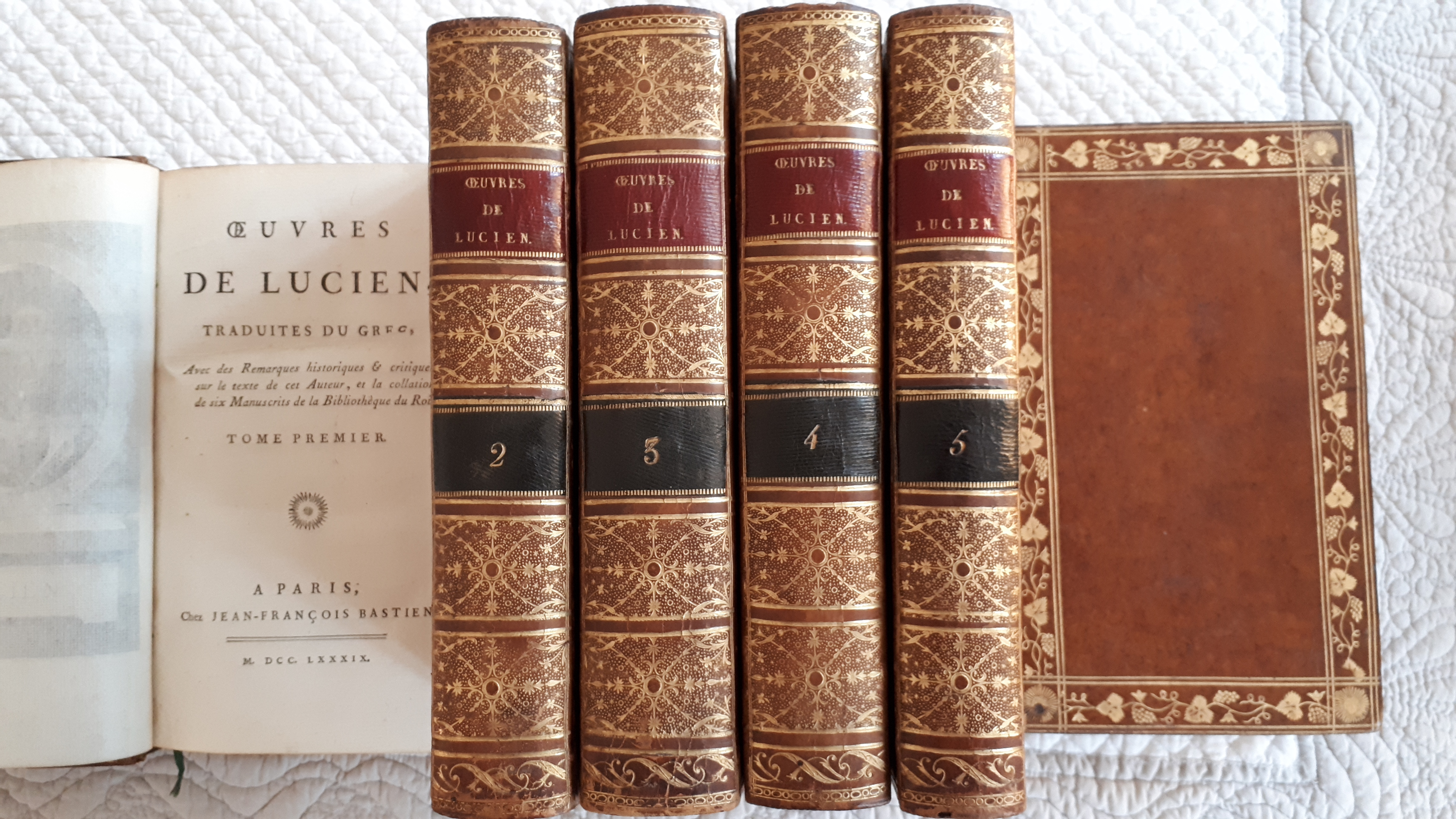
Lucien de Samosate Œuvres, Paris, Jean-François Bastien, 1789